# شهرستان بیگ استون (مینه‌سوتا)
شهرستان بیگ استون، مینه‌سوتا (به انگلیسی: Big Stone County, Minnesota) شهرستانی در ایالات متحده آمریکا است که در مینه‌سوتا واقع شده‌است.